# 오지명
오지명(吳知明, 본명: 오진홍, 본명 한자: 吳鎭洪, 1939년 3월 5일~)은 대한민국의 텔레비전 연기자, 영화배우이다.

## 학력
- 대구상업고등학교 1958년(졸업)
- 성균관대학교 경제학과 1965년(졸업)

## 출연작

### 드라마
- 1967년 KBS 사극드라마 《수양대군》
- 1973년~1983년 MBC 반공드라마 《113 수사본부》 ... 오 수사관 역
- 1974년 KBS 일일연속극 《꽃피는 팔도강산》
- 1976년 MBC 일일연속사극 《거상 임상옥》
- 1977년 MBC 일일연속극 《타국》
- 1978년 MBC 일일연속극 《남풍》
- 1978년 MBC 주말연속극 《바람은 불어도》
- 1979년 MBC 일일드라마 《행복을 팝니다》
- 1978년 MBC 일일연속극 《주인》
- 1979년 MBC 주말연속극 《엄마, 아빠 좋아》... 오탁수 역
- 1979년 MBC 6.25 특집드라마 《최후의 증인》 ... 오병호 형사 역
- 1979년 MBC 일일연속극 《안국동 아씨》
- 1980년 MBC 일일연속극 《고운님 여의옵고》
- 1981년 MBC 일일연속극 《교동 마님》 ... 윤원형 역
- 1981년 MBC 정치드라마 《제1공화국》 ... 임화수 역
- 1981년 MBC 일일연속극 《사랑합시다》
- 1981년 MBC 대하드라마 《여인열전 시리즈 - 장희빈》 ... 김석주 역
- 1982년 MBC 한미수교 100주년 드라마 《서재필》 ... 김옥균 역
- 1982년 MBC 월화드라마 《거부실록 시리즈 - 백산 안희제》 ... 안희제 역
- 1983년 MBC 월화드라마 《야망의 25시》
- 1983년 MBC 주말연속극 《저 별은 나의 별》
- 1983년 MBC 주말연속극 《아버지와 아들》 ... 지훈 역
- 1984년 MBC 일일연속극 《애처 일기》
- 1985년 MBC 주간드라마 《억새풀》 ... 김관익 역
- 1986년 MBC 대하드라마 《조선왕조 오백년 - 회천문》 ... 강홍립 역
- 1986년 MBC 대하드라마 《조선왕조 오백년 - 남한산성》 ... 강홍립 역
- 1987년 MBC 미니시리즈 《부초》 ... 윤재 노인 역
- 1988년 KBS1 일일연속극 《사랑의 기쁨》
- 1988년 MBC 미니시리즈 《우리 읍내》 ... 배도일 역
- 1989년 KBS1 일일연속극 《회전목마》
- 1989년 MBC 8.15 특집극 《님》
- 1990년 MBC 8.15 특집드라마 《반민특위》 ... 이종형 역
- 1990년 KBS1 일일연속극 《서울 뚝배기》 ... 강 사장 역
- 1990년 MBC 미니시리즈 《재미있는 세상》 ... 서형원 역
- 1991년 MBC 대하드라마 《땅》 ... 장대식 역
- 1992년 KBS2 월화드라마 《형》 ... 거지왕초 역
- 1993년 MBC 정치드라마 《제3공화국》 ... 대통령비서실장 이후락 역
- 1993년 SBS 주말시트콤 《오박사네 사람들》 ... 오 박사 역
- 1993년 SBS 주간시트콤 《오경장》 ... 오 경장 역
- 1994년 KBS2 미니시리즈 《사라비아 공화국》 ... 풍산도사 백운태 역
- 1995년 KBS2 미니시리즈 《바람의 아들》 ... 이수학 역
- 1995년 MBC 주말연속극 《아파트》 ... 한범수 역
- 1996년 MBC 일일연속극 《서울 하늘 아래》
- 1996년 SBS 코믹드라마 《천일야화》
- 1996년 SBS 주간시트콤 《오장군》 ... 오 장군 역
- 1997년 MBC 미니시리즈 《별은 내 가슴에》 ... 강민 부, 강 장군 역
- 1997년 SBS 특별기획 《아름다운 그녀》 ... 유선영 부, 산부인과 전문의 유 박사 역
- 1998년~2000년 SBS 일일시트콤 《순풍산부인과》 ... 오지명 원장 역
- 2000년 MBC 일일연속극 《당신 때문에》 ... 안상호 역
- 2001년 KBS2 일일시트콤 《쌍둥이네》 ... 오지명 변호사 역
- 2008년 OBS 일일시트콤 《오포졸》 ... 오 포졸 역

### 영화
- 1974년 이후 - 《죽어서 말하는 여인》, 《수절》, 《까불지마》 (2004), 《황산벌》 (2003), 《똑바로 살아라》 (1997), 《7호실 손님》 (1978)
- 1973년 - 《누명》, 《석양에 떠나라》, 《축배》, 《천풍》, 《동풍》, 《특공외인부대》
- 1971년 - 《성난 해병 결사대》, 《사나이 현주소》, 《빨간마스크의 여인》, 《불타는 복수》, 《두 남자》
- 1970년 - 《국경의 밤》, 《야광주》, 《안개속의 탈출》, 《쌍태양》, 《황금의 부루스》, 《암흑가의 25시》, 《미행자》
- 1969년 - 《사화산》, 《유혹》

### 라디오 프로그램(진행, 출연)
- 1993년 KBS 라디오 《오지명의 세상만사》 ... DJ
- 2015년 EBS FM 《EBS 책 읽는 라디오 낭독 시리즈》 ... 낭독자

### CF
- 1980년 LG전자 백조 세탁기 - 오미연과 함께 출연.
- 1981년 기아 기아마스터 봉고9
- 1984년 해태제과식품 해태 러브러브 콘
- 1984년 아모레퍼시픽 모림 발모액
- 1984년 사조대림 오양맛살 (Feat. 전양자)
- 1985년~1987년 삼성제약 쓸기담 - 서승현과 함께 출연.
- 1986년 우성 셰프라인 냄비
- 1987년 대일화학 대일시프 - 김수미와 함께 출연.
- 1987년 삼성제약 빠루겔
- 1988년 일성신약 캐시딘 - 송기윤와 함께 출연.
- 1990년 크라운제과 죠리퐁·카라멜콘과 땅콩
- 1991년 SK이노베이션 BB 가스보일러
- 1991년 동아제약 솔표 쌍감탕
- 1991년 빙그레 맛보면 - 이의정과 함께 출연.
- 1991년 빙그레 고추맛면 - 서승현, 이민우와 함께 출연.
- 1991년 구례공예 따사롬
- 1991년 중앙교육연구원 중앙 완전학습
- 1992년 제일헬스사이언스 제일파프
- 1992년 남선알미늄 라비네뜨
- 1993년 롯데제과 셀렉션
- 1993년 보령메디앙스 누크
- 1993년 해태제과 해태 너트홈
- 1994년 LG생활건강 덴타큐치약
- 1995년 현대아파트 분양
- 1997년 일동제약 센스타임
- 1999년 GC녹십자 싸프만
- 1999년 교원구몬 구몬학습 - "SBS 시트콤 - 순풍 산부인과" 팀으로 출연.
- 1999년 교원구몬 빨간펜 - "SBS 시트콤 - 순풍 산부인과" 팀으로 출연.
- 1999년~2000년 기아 카렌스 - "SBS 시트콤 - 순풍 산부인과" 팀으로 출연.
- 2000년 비알코리아 베스킨라빈스 31
- 2000년 현대L&C 한화참숯나라
- 2001년~2005년 SK바이오팜 트라스트

## 수상
- MBC 연기대상 최우수연기상 (1979)
- KBS 연기대상 최우수연기상 (1992)
- SBS 연기대상 공로상 (1998)
- SBS 연기대상 시트콤 대상 (1999)